# Iván Vargas
Iván Vargas (Bogotá, Colombia; 19 de julio de 1987) es un exfutbolista colombiano. Jugaba como volante de marca. Es hermano del también jugador Fabián Vargas.

## Trayectoria
Inicio desde muy pequeño su proceso deportivo en la ciudad de Bogotá en la escuela maracaneiros. Posteriormente pasa a ser un jugador formado en las divisiones menores del América de Cali.
Su primera experiencia fue en Brasil en el 2007 jugando con Inter de Porto Alegre, luego regresa al América de Cali participando en la Copa Colombia 2009. El 18 de abril de 2010 el profesor Juan Carlos Gruesso le da la oportunidad de debutar como profesional en la liga postobon contra el Deportes Quindío, compromiso jugado en la ciudad de Armenia. Luego llega como director técnico Jorge Bermúdez  quien depositó toda su confianza en Iván Vargas, en 2011 juega 5 partidos de la pretemporada, en Colombia y Perú donde marca un autogol y un gol. Después de una buena pretemporada llega al primer partido el 6 de febrero contra Deportes Quindío en el Torneo Apertura donde sale lesionado y lo deja cerca de un mes fuera de las canchas.
Después de la lesión, regresa el 9 de marzo en el partido contra Pacífico F.C. en la Copa Colombia.
El 21 de junio de 2011 sale del América junto a otros jugadores por decisión del técnico Álvaro Aponte pero es reintegrado después de la salida de dicho técnico, y pasa a ser dirigido por el técnico Wilson Piedrahíta, con quien hizo una buena campaña clasificando a los cuadrangulares finales en su última fecha. Fue tenido en cuenta por Eduardo Lara en el primer semestre de 2012, donde salieron campeones. Recientemente hizo parte del equipo de futbolistas libres que ganó en Perú el Torneo FIFPro División América.

## Clubes
| Club                  | País     | Año       | PJ (G) |
| --------------------- | -------- | --------- | ------ |
| Inter de Porto Alegre | Brasil   | 2007      | ? (?)  |
| América de Cali       | Colombia | 2009-2012 | 42 (1) |
| Atlético Bucaramanga  | Colombia | 2013      | 9 (0)  |
| Deportivo Pereira     | Colombia | 2014      | 1 (0)  |

## Palmarés

### Otros trofeos
| Título                | Club            | País     | Año  |
| --------------------- | --------------- | -------- | ---- |
| Copa Cafam            | América de Cali | Colombia | 2011 |
| Torneo Postobon I     | América de Cali | Colombia | 2012 |
| Torneo FIFPro América | Acolfutpro      | Colombia | 2013 |